# アクアスやいづ
アクアスやいづ（英語表記:AQUAS YAIZU）は静岡県焼津市鰯ヶ島にある市営の公共施設。駿河湾の海洋深層水を利用した海洋療法（タラソテラピー）による市民の健康増進を目的としており、温水プールやフィットネス施設が造られている。

## 歴史
- 2006年（平成18年） - 開館。
- 2010年（平成22年） - 株式会社ブルーアースジャパンが指定管理者制度に基づく指定管理者となる。

## 特色
最大水深2500メートルの駿河湾は、日本で最も深い湾として知られ、水深200メートル以下の海水にあたるいわゆる海洋深層水が豊富に存在する。海洋深層水は、気候変動や人間の活動、プランクトンの増殖などの影響をほとんど受けず、常に一定の水質（高栄養性・清浄性・低温安定性）を保持することから、水産・食品・医療など各種産業活動での利活用が期待されており、静岡県では「駿河湾深層水」として、県をあげて深層水活用の研究を行っている。焼津漁港には水深397メートルから汲み上げた深層水の取水口が設けられている。
アクアスやいづは、真水より体が温まりやすく、リラックス・リフレッシュ効果化があるとされる海洋深層水の特性をタラソテラピー（海洋療法）に活用しており、36-37℃に設定した深層水のプールやジェットバスでの運動やエクササイズを実施している。